# Смешанная сборная Филиппин по кёрлингу
Смешанная сборная Филиппин по кёрлингу — смешанная национальная сборная команда (составленная из двух мужчин и двух женщин), представляет Филиппины на международных соревнованиях по кёрлингу. Управляющей организацией выступает Ассоциация кёрлинга Филиппин (англ. Curling Winter Sports Association of the Philippines, CWSAP, Curling Pilipinas).

## Результаты выступлений

### Чемпионаты мира
| Год  | Место | И | В | П | Состав (скипы выделены) | Состав (скипы выделены) | Состав (скипы выделены) | Состав (скипы выделены) | Состав (скипы выделены) |
| Год  | Место | И | В | П | Четвёртый               | Третий                  | Второй                  | Первый                  | Тренер                  |
| ---- | ----- | - | - | - | ----------------------- | ----------------------- | ----------------------- | ----------------------- | ----------------------- |
| 2024 | 36    | 7 | 0 | 7 | Chad Alojipan           | Donna Umali             | Alastair Ong            | Ashley Alojipan         | Micha Suarez            |

(источник:)